# Campeonato de Fórmula 4 Danesa
El Campeonato de Fórmula 4 Danesa es una serie de automovilismo de monoplazas que se rige por las regulaciones de la FIA Fórmula 4. La temporada inaugural se celebró en 2017.

## Monoplazas
El automóvil 4 fueron diseñados y construidos por Mygale que utilizan marcos de fibra de carbono y monocasco. La energía es proporcionada por un motor Renault de 2.0 litros.

## Campeones

### Pilotos
| Temporada | Campeón                 | Equipo              | Carreras | Poles | Victorias | Podios | VR | Puntos |
| --------- | ----------------------- | ------------------- | -------- | ----- | --------- | ------ | -- | ------ |
| 2017      | Daniel Lundgaard        | Lundgaard Racing    | 21       | 8     | 7         | 16     | 7  | 368    |
| 2018      | Casper Tobias Hansen    | FSP                 | 24       | 5     | 13        | 19     | 13 | 461    |
| 2019      | Malthe Jakobsen         | FSP                 | 24       | 6     | 11        | 18     | 6  | 428    |
| 2020      | Conrad Laursen          | FSP                 | 9        | 0     | 2         | 7      | 0  | 151    |
| 2021      | Mads Hoe                | Mads Hoe Motorsport | 18       | 2     | 4         | 14     | 2  | 299    |
| 2022      | Julius Dinesen          | STEP Motorsport     | 18       | 2     | 4         | 12     | 4  | 278    |
| 2023      | Mikkel Gaarde Pedersen  | BAR                 | 18       | 2     | 6         | 11     | 6  | 279    |
| 2024      | Mathias Bjerre Jakobsen | STEP Motorsport     | 21       | 4     | 12        | 17     | 10 | 399    |

### Equipos
| Temporada | Equipo              | Pilotos | Poles | Victorias | Podios | VR | Puntos |
| --------- | ------------------- | ------- | ----- | --------- | ------ | -- | ------ |
| 2017      | Vesti Motorsport    | 5       | 5     | 11        | 27     | 8  | 686    |
| 2018      | FSP                 | 3       | 6     | 15        | 33     | 16 | 701    |
| 2019      | FSP                 | 3       | 6     | 13        | 26     | 8  | 679    |
| 2020      | FSP                 | 3       | 0     | 7         | 16     | 7  | 405    |
| 2021      | Mads Hoe Motorsport | 3       | 4     | 4         | 19     | 3  | 404    |
| 2022      | STEP Motorsport     | 3       | 3     | 4         | 18     | 7  | 477    |
| 2023      | STEP Motorsport     | 3       | 0     | 0         | 17     | 2  | 344    |

### Copa de Novatos
| Season | Driver                 | Team            |
| ------ | ---------------------- | --------------- |
| 2018   | Malthe Jakobsen        | FSP             |
| 2019   | Ali Largim             | FSP             |
| 2020   | Conrad Laursen         | FSP             |
| 2021   | Noah Strømsted         | FSP             |
| 2022   | Julius Dinesen         | STEP Motorsport |
| 2023   | Mikkel Gaarde Pedersen | BAR             |

### Fórmula 5
| Temporada | Campeón               | Equipo              | Carreras | Poles | Victorias | Podios | VR | Puntos |
| --------- | --------------------- | ------------------- | -------- | ----- | --------- | ------ | -- | ------ |
| 2017      | Aske Nygaard Bramming | FSP                 | 21       | 3     | 8         | 19     | 8  | 368    |
| 2018      | Mads Hoe              | Hoe Motorsport      | 24       | 4     | 13        | 19     | 15 | 477    |
| 2019      | Lucas Daugaard        | Daugaard Racing     | 24       | 7     | 22        | 24     | 23 | 203    |
| 2020      | Mads Hoe              | Hoe Motorsport      | 9        | 2     | 6         | 7      | 8  | 165    |
| 2021      | Mads Hoe              | Hoe Motorsport      | 18       | 1     | 15        | 14     | 2  | 299    |
| 2022      | Mille Hoe             | Mads Hoe Motorsport | 18       | 0     | 8         | 17     | 0  | 363    |
| 2023      | Oliver Kratsch        | Mads Hoe Motorsport | 18       | 0     | 7         | 15     | 6  | 316    |

## Circuitos
| Número | Países, Circuitos      | Temporadas |
| ------ | ---------------------- | ---------- |
| 1      | Jyllands-Ringen        | 2017-Act.  |
| 2      | Ring Djursland         | 2017-Act.  |
| 3      | Padborg Park           | 2017-Act.  |
| 4      | Rudskogen              | 2018       |
| 5      | Kinnekulle Ring        | 2019       |
| 6      | Sturup Raceway         | 2022       |
| 7      | Anderstorp Raceway     | 2023       |
| 8      | Karlskoga Motorstadion | 2023-Act.  |
| 9      | Falkenbergs Motorbana  | 2024       |